# Rodrigo Herrera
Rodrigo Andrés Herrera Castro (Santiago, 28 de octubre de 1974) es un periodista y comentarista deportivo chileno.

## Biografía
Egresado del Colegio American Academy de San Bernardo, ingresó a estudiar periodismo en la Universidad de Santiago de Chile. 
Luego de egresar, realizó su práctica profesional en el Departamento de Prensa de Chilevisión. En este canal, trabajó entre 1997 y abril de 2003, realizando diversas funciones en distintas áreas del periodismo, para terminar como reportero y comentarista del bloque deportivo de CHV Noticias. Desde mayo de ese año a enero de 2014 fue editor de Deportes de Mega; luego cumplió funciones como comentarista deportivo y además de ser conductor reemplazante en el informativo de la misma estación, Ahora noticias, además de formar parte del Área Deportiva a cargo de las transmisiones de los partidos de la selección nacional de fútbol de Chile por el período 2014-2018. También fue panelista del espacio matinal Mucho gusto. 
Anteriormente cumplió rol de conductor en el programa "Deportes: Chilenos por el mundo" (Domingos a las 14:00 horas). Entre 2005 y 2006 fue presentador del futbol español (mientras era transmitido por Mega), comentó la Copa del Mundo de la FIFA Alemania 2006 y el fútbol italiano, desde agosto del 2006 hasta el fin de temporada en mayo del 2007. También condujo Pasión de primera, programa que presentaba en exclusiva los goles del torneo nacional del fútbol. Durante el año 2008 estuvo a cargo, junto a Rodrigo Sepúlveda, de la transmisión de los Juegos Olímpicos de Pekín.
Su estilo combina la coloquialidad con la entrega de información asertiva, sin dejar de lado algunas notas de humor e ironía. En 2001, tuvo su primera incursión cinematográfica al realizar un cameo para la exitosa película chilena Taxi para tres, ganadora de la Concha de Oro en la 49.ª edición del Festival de cine de San Sebastián, España.
En diciembre de 2006 recibió el premio al "Periodista Joven del año" entregado por el Círculo de Periodistas Deportivos de Chile y que tiene el mérito de ser votado por sus propios pares. También, ese mismo mes, fue galardonado como "Periodista del año" por la escuela de arqueros de Mario Ojeda.
Desde octubre de 2018 fue conductor de Nunca es tarde y Central Fox de la cadena Fox Sports Chile. 
En febrero de 2020 fue despedido de Mega.Entre 2020 y 2021 fue conductor del programa Círculo central en La Red y desde 2021 es panelista en el programa La voz de los que sobran en la Radio Usach.
En noviembre de 2022 se integró a CNN Chile como comentarista deportivo y conductor de CNN Deportes.

## Vida personal
En 2016 se anunció el matrimonio de Herrera con Denisse Flores; dicha unión duró ocho meses, tras lo cual se divorciaron. Tiempo después en un programa de TV en España, país donde reside su ex mujer, ésta señaló que Herrera es homosexual no asumido públicamente y que por ese motivo ella había tomado la decisión de poner fin al matrimonio, cansada de ser usada como pantalla. 
Herrera es comunista.